# Guy Allison
Guy Allison (Los Angeles, 23 aprile 1959) è un compositore, tastierista e cantante statunitense.
Nel corso della sua carriera ha collaborato con gruppi quali The Doobie Brothers e Air Supply. È stato il tastierista dei gruppi Unruly Child e World Trade.